# Чемпіонат Південної Америки з футболу 1959 (Еквадор)
Чемпіонат Південної Америки з футболу 1959 року — двадцять сьомий розіграш головного футбольного турніру серед національних збірних Південної Америки.
Турнір відбувався у Гуаякілі, найбільшому місті Еквадору з 5 по 25 грудня 1959 року. Переможцем вдесяте стала збірна Уругваю. Це був так званий додатковий розіграш без вручення нагород, хоча пізніше всі додаткові турніри були визнані КОНМЕБОЛ офіційними.

## Формат
Відбірковий турнір не проводився. Від участі у турнірі відмовилась Болівія, Чилі, Колумбія і Перу, а Бразилія являла собою збірну команду штату Пернамбуку. В підсумку у турнірі взяло участь п'ять учасників: Аргентина, Бразилія,  Парагвай, Еквадор і Уругвай, які мали провести один з одним матч за круговою системою. Переможець групи ставав чемпіоном. Два очки присуджувались за перемогу, один за нічию і нуль за поразку. У разі рівності очок у двох лідируючих команд призначався додатковий матч.

## Стадіон
| Гуаякіль          |
| ----------------- |
| Естадіо Модело    |
| Місткість: 42,000 |
|                   |

## Підсумкова таблиця
| Збірна    | І | В | Н | П | ГЗ | ГП | Р   | О |
| --------- | - | - | - | - | -- | -- | --- | - |
| Уругвай   | 4 | 3 | 1 | 0 | 13 | 1  | +12 | 7 |
| Аргентина | 4 | 2 | 1 | 1 | 9  | 9  | 0   | 5 |
| Бразилія  | 4 | 2 | 0 | 2 | 7  | 10 | −3  | 4 |
| Еквадор   | 4 | 1 | 1 | 2 | 5  | 9  | −4  | 3 |
| Парагвай  | 4 | 0 | 1 | 3 | 6  | 11 | −5  | 1 |

## Матчі
| 5 грудня 1959 |

| Бразилія                          | 3:2 | Парагвай               |
| --------------------------------- | --- | ---------------------- |
| Пісанеші 25', 39' Зе де Мелло 55' |     | Пароді 72' Бенітес 90' |

| Естадіо Модело, Гуаякіль Глядачів: 35 000 Арбітр: Карлос Себальйос |

| 6 грудня 1959 |

| Уругвай                                                | 4:0 | Еквадор |
| ------------------------------------------------------ | --- | ------- |
| Сільвейра 1' (пен.) Ескалада 28' Бергара 46' Перес 52' |     |         |

| Естадіо Модело, Гуаякіль Глядачів: 55 000 Арбітр: Хосе Луїс Праддауде |

| 9 грудня 1959 |

| Аргентина                                  | 4:2 | Парагвай                |
| ------------------------------------------ | --- | ----------------------- |
| Санфіліппо 8', 57', 89' (пен.) Піссуті 81' |     | Інсфран 30' Кабраль 90' |

| Естадіо Модело, Гуаякіль Глядачів: 15 000 Арбітр: Естебан Маріно |

| 12 грудня 1959 |

| Уругвай                            | 3:0 | Бразилія |
| ---------------------------------- | --- | -------- |
| Ескалада 49' Бергара 67' Сасіа 75' |     |          |

| Естадіо Модело, Гуаякіль Глядачів: 55 000 Арбітр: Хосе Луїс Праддауде |

| 12, 1959 |

| Еквадор   | 1:1 | Аргентина |
| --------- | --- | --------- |
| Раффо 20' |     | Соса 62'  |

| Естадіо Модело, Гуаякіль Глядачів: 55 000 Арбітр: Жозе Гомес Собріньйо |

| 16 грудня 1959 |

| Уругвай                                               | 5:0 | Аргентина |
| ----------------------------------------------------- | --- | --------- |
| Сільвейра 9' (пен.), пен.' Бергара 15', 64' Сасіа 25' |     |           |

| Естадіо Модело, Гуаякіль Глядачів: 50 000 Арбітр: Жозе Гомес Собріньйо |

| 19 грудня 1959 |

| Бразилія                                 | 3:1 | Еквадор   |
| ---------------------------------------- | --- | --------- |
| Пісанеші 23' Жералдо 42' Зе Де Мелло 45' |     | Раффо 12' |

| Естадіо Модело, Гуаякіль Глядачів: 55 000 Арбітр: Естебан Маріно |

| 22 грудня 1959 |

| Аргентина                          | 4:1 | Бразилія    |
| ---------------------------------- | --- | ----------- |
| Гарсія 2' Санфіліппо 27', 89', 90' |     | Жералдо 64' |

| Естадіо Модело, Гуаякіль Глядачів: 42 000 Арбітр: Естебан Маріно |

| 22 грудня 1959 |

| Парагвай   | 1:1 | Уругвай   |
| ---------- | --- | --------- |
| Пароді 32' |     | Сасіа 88' |

| Естадіо Модело, Гуаякіль Глядачів: 45 000 Арбітр: Хосе Луїс Праддауде |

| 25 грудня 1959 |

| Еквадор                               | 3:1 | Парагвай      |
| ------------------------------------- | --- | ------------- |
| Спенсер 16' Бальсека 25' Каньярте 74' |     | Гомес 5' (аг) |

| Естадіо Модело, Гуаякіль Глядачів: 55 000 Арбітр: Жозе Гомес Собріньйо |

## Чемпіон
| Чемпіон Південної Америки 1959 |
| ------------------------------ |
| Уругвай 10-й титул             |

## Найкращі бомбардири
6 голів
- Хосе Санфіліппо

4 голи
- Маріо Бергара

3 голи
- Пауло Пісанеші
- Альсідес Сільвейра
- Хосе Франсіско Сасія